# Максимовський
Макси́мовський (рос. Максимовский) — хутір у складі Октябрського району Оренбурзької області, Росія.

## Населення
Населення — 8 осіб (2010; 24 у 2002).
Національний склад (станом на 2002 рік):
- росіяни — 63 %
- казахи — 29 %